# マヤ・ヴウォシュチョヴスカ
マヤ・ヴウォシュチョヴスカ（ポーランド語: Maja Martyna Włoszczowska マーヤ・ヴォシュチョーフスカ）は、ポーランド、ワルシャワ出身の女子自転車競技（マウンテンバイク、XC）選手。
2008年、ポーランド勲章にあたる、クロス・オブ・メリットの金章を受章。

## 経歴
2003年
- 世界選手権・バイクマラソン優勝。

2004年
- 世界選手権・クロスカントリー2位。
- アテネオリンピック・クロスカントリー 6位

2005年
- 世界選手権・クロスカントリー 2位

2006年
- ポーランド選手権 個人ロードレース及び個人タイムトライアル 優勝。

2007年
- ポーランド選手権 個人ロードレース優勝

2008年
- 北京オリンピック・クロスカントリー 2位

2010年
- 世界選手権・クロスカントリー 優勝

2011年
- ポーランド選手権 個人タイムトライアル 優勝
- 世界選手権・クロスカントリー 2位

2013年
- 世界選手権・クロスカントリー 2位

2016年
- リオオリンピック・クロスカントリー 2位
- 世界選手権・クロスカントリー 4位